# Московский индустриальный банк
Московский Индустриальный банк (МИнБанк или МИнБ) — бывший советский и российский банк. Центральный офис располагался в Москве. Входил в список 30 крупнейших банков России по версии Банка России (2020 год). Входил в реестр кредитных организаций, признанных Центробанком России значимыми на рынке платёжных услуг (2020 год) (не путать с Реестром системно значимых кредитных организаций, в который банк не входит).

## История
Банк был зарегистрирован 22 ноября 1990 года Госбанком СССР на базе аппарата Московского городского управления Промстройбанк СССР и его 20 отделений в виде товарищества с ограниченной ответственностью.
В 1992 году велось расследование похищения более 1 млрд рублей с помощью фальшивых авизо из Московского индустриального банка.
20 октября 1993 года Центральный банк Российской Федерации выдал Московскому Индустриальному банку генеральную лицензию № 912 на право совершения банковских операций.
16 сентября 1996 года собранием пайщиков принято решение о преобразовании паевого коммерческого банка «Московский Индустриальный банк» в открытое акционерное общество.
22 января 2019 года ЦБ РФ в рамках осуществления мер по предотвращению банкротства ПАО «МИнБанк» отправил банк под управление временной администрацией в лице Фонда консолидации банковского сектора, при этом сама кредитная организация продолжила работу в обычном режиме.
В конце 2020 года Банк России сообщил о том, что ведутся переговоры по покупке «МИнБанка» «Промсвязьбанком». «Промсвязьбанк» планировал завершить присоединение «МИнБанка» 1 января 2023 года. Официально присоединение состоялось 21 марта 2023 года.

## Деятельность
Согласно неаудированной отчетности по МСФО за 9 месяцев 2020 года, активы банка составляли 272,1 млрд руб., вклады физических лиц — 203 млрд руб., 149 млрд руб. — срочные счета и 54 млрд руб. —текущие и до востребования. Обязательства и капитал 254,2 млрд руб. и 272,1 млрд руб. соответственно. Чистый убыток за 9 месяцев снизился до 6,5 млрд руб. со 120 млрд руб. в 2019. Резко снизился резерв по сомнительным долгам, кредитным убыткам — с 117 млрд руб. в 2019 до менее 1 млрд руб. в отчетном периоде. В 2019 году МИнбанк совместно с банком «ФК Открытие» выплачивал страховые возмещения вкладчикам ПАО «Невский банк» (г. Санкт-Петербург), будучи банком-агентом АСВ.
Центральный (головной) офис банка находился в Москве, банк был представлен в 27 регионах России в 5 федеральных округах. Банк имел 157 подразделений, в том числе 2 филиала в Ростове-на-Дону и Ставрополе, 52 дополнительных офиса, 103 операционных офиса. За время работы временной администрации и нового руководства из ФКБС значительно сократилась филиальная сеть и количество дополнительных офисов.
С 11 января 2005 года банк является участником системы страхования вкладов. Банком обслуживаются около 70 тысяч предприятий и 1,5 миллиона физических лиц, в обращении более 500 тысяч эмитированных банком пластиковых карт. Банк ориентирован в основном на кредитование корпоративных клиентов и привлечение средств физических лиц во вклады.
Рейтинговая оценка рейтингового агентства «Эксперт РА» — «B++», прогноз — «стабильный» (присвоена в январе 2016 года). В январе 2020 рейтинг был отозван.
В 2019 году агентство АКРА присвоила банку рейтинг «BB+(RU)», прогноз «стабильный». Данный рейтинг был подтвержден в августе 2020, но в октябре 2020 года рейтинг банка был поставлен на пересмотр со статусом «Рейтинг на пересмотре — развивающийся». В декабре 2020 АКРА снова подтвердило этот статус по причине того, что банк нарушает обязательные нормативы достаточности капитала начиная с августа 2020 года, такие как Н1.1, Н1.2, Н1.0. Агентство ожидает определённых действия от акционера — Банка России, такие как увеличение капитала или включение МИнБанка в другой более крупный госбанк. У банка остается большое количество непрофильных и проблемных активов (взысканные залоги): недвижимость, производственные и сельхозпредприятия. 24 июня 2021 года АКРА повысило кредитный рейтинг МИнБанка до уровня «BBB(RU)», прогноз «Стабильный». Повышение кредитного рейтинга МИнБанка отражает улучшение оценки вероятности предоставления экстраординарной поддержки со стороны государства и повышение оценки собственной кредитоспособности (ОСК) Банка с «bb-» до «bb» на фоне поэтапной реализации плана участия Банка России в осуществлении мер по предупреждению банкротства МИнБанка.

#### Причины краха банка и дальнейшая санация
С января 2019 года в МИнБанке проходит процедура санации при участии Банка России в качестве инвестора. На момент санации банк занимал 33 место по величине активов. В результате санации и гарантий со стороны Банка России (для чего и создана сама процедура санации через ФКБС) работа банка не прерывалась, были предприняты меры по повышению финансовой устойчивости.
Реструктуризация и полная смена руководства в МИнБанке продолжила череду вмешательств государства в лице ЦБ в топ-40 российских банков, для чего ЦБ ранее создал ФКБС. Причины подобного действия объясняются значимостью банков в банковской системе, при крахе которых могут пострадать экономические агенты, реальный сектор экономики. МИнбанк подошел к краху с классическим набором: превышение пассивов над активами и как следствие дыра в балансе, неликвидные залоги и не обеспеченные кредиты, частичная кэптивность банка, выдача кредитов собственникам .
В начале 2019 года Центральный банк России объявил, что на докапитализацию банка потребуется от 60 до 100 млрд руб., однако в июле 2019 года он увеличил эту сумму до 130 млрд руб. Основным причинами санации банка послужили сильный дисбаланс в активах и пассивах, неверная стратегия развития банка в целом и состояние кредитного портфеля. Так из 316 млрд руб. баланса 216 млрд руб. составляли выданные кредиты, из которых 185 млрд руб. приходились на юридические лица, а только 14 млрд руб. на физические лица. И именно на портфель кредитов юридическим лицам и приходится 123 млрд руб. проблемной задолженности. Банк выдавал кредиты на финансирование неэффективных инвестиционных проектов в недвижимости, промышленности и строительстве. Тем не менее по международным стандартам (МСФО) за счет учёта ещё не полученных процентов банк мог отразить доход в 21 млрд руб., но зампред ЦБ Василий Поздышев назвал это «творческой бухгалтерией». Фактически на эту же сумму потребовалось доначислить резервы. Общая оценка кредитования бизнесов собственника банка — около 10-12 % от баланса. На протяжении предшествующих санации четырёх лет банк был убыточен, накопленный убыток составил более половины капитала — 18 млрд руб.
После начала процедуры санации сотрудниками временной администрации ЦБ и ФКБС был выявлен «центр управления полетами» стоимостью 80 млрд руб. Сразу после начала санации в банке перестали обслуживать свои кредиты около 50 человек, отчётность для которых готовила компания УК «Инвестиции. Финансы. Капитал» (ИФК), гендиректор которой работал в МИнбанке заместителем главного бухгалтера. В помещении банка был обнаружен сервер ИФК, на котором хранилась вся документация. Дисбаланс в банке составил порядке 94 млрд руб., а именно на эту группу заемщиков приходилось порядка 80 млрд руб. Подобная схема использовалась в делах Юкоса и Мастер-банка.
В октябре 2019 года в МИнБанке был сформирован новый состав органов управления. Одновременно с этим Банк России принял решение о досрочном прекращении работы временной администрации ПАО «МИнБанк», функции которой были возложены на Фонд консолидации банковского сектора.

## Судебные иски к бывшим руководителям
Контролировавшему банк Абубакару Арсамакову и ещё 19 бывшим руководителям банка в декабре 2019 года были предъявлены требования на сумму около 195 млрд руб. Перед самым назначением временной администрации Арсамаков вывел денежные средства с личных счетов из банка, нарушив тем самым ФЗ «О банках и банковской деятельности», ФЗ «О Центральном банке» и ФЗ «О банкротстве», запрещающие погашения каких-либо обязательств со дня принятия плана о санации и введения временной администрации. Позднее руководство ЦБ направило в правоохранительные органы обращения по факту незаконного вывода прежним руководством банка денежных средств и незаконных финансовых схем.
В августе 2020 года Арбитражный суд Москвы по требования ЦБ взыскал со всех экс-руководителей банка сумму примерно в 198 млрд руб. На тот момент это явилось крупнейшим иском и взысканной суммой убытков на санацию и поддержание ликвидности с бывших владельцев и руководителей кредитной организации в России. Этот вердикт суда стал первым решением по искам к бывшем владельцам, окончательным выгодоприобретателям и руководству кредитных организаций, поданным Фондом консолидации банковского сектора (ФКБС, структура ЦБ).
Ранее, 17 июня 2020 года, Девятый арбитражный апелляционный суд принял решение по иску ФКБС и новой назначенной ЦБ администрации МИнБанка об обеспечительных мерах к имуществу бывших владельцев и топ-менеджерам банка. В частности, из постановления суда, размещенного на сайте, следует, что арест наложен на имущество и денежные средства Адама и Абубакара Арсамаковых, а также Малики Абубакировой, которые ранее входили в состав правления банка. Всего в список вошли 19 человек, а общая сумма требований составила 198,1 млрд руб.

## Собственники и руководство
В результате санации и выявленного отрицательного капитала 1 марта 2019 года акционерный капитал по решению Банка России в соответствии с ФЗ «О банкротстве» был уменьшен до 1 рубля. На конец 2020 года 100 % уставного капитала банка принадлежит Фонду консолидации банковского сектора.
С октября 2019 по август 2020 председателем правления банка был Дмитрий Пожидаев, сотрудник ФКБС, ранее занимавший руководящие посты в ЦБ.